# Nieuwe Diep (Oosterboorn)
Het Nieuwe Diep (Fries en officieel: Nijdjip) is een kanaal in de provincie Friesland.

## Beschrijving
Het Nieuwe Diep in de gemeenten Heerenveen en Opsterland heeft een lengte van circa 2,5 km en loopt van de Boorne (Boarn) bij buurtschap Oosterboorn en het Oude Diep (Alddjip) bij Poppenhuizen naar de Nieuwe Vaart bij de buurtschap Uilesprong. Een klein deel van het kanaal ligt binnen de gemeente Opsterland, omdat het in het meest oostelijke deel nabij Uilesprong de gemeentegrens precies in het midden van het kanaal loopt.